# Gary Speed
Gary Andrew Speed, né le 8 septembre 1969 à Mancot et mort le 27 novembre 2011 à Huntington, est un footballeur international gallois de milieu de terrain, reconverti en entraîneur.
À plus de 37 ans, il jouait encore en Premier League avec les Bolton Wanderers. En décembre 2006, à l'occasion d'un match contre West Ham, il devient le premier joueur à atteindre la barre des 500 matchs joués en Premier League, créée en 1992.
Il prend sa retraite internationale en 2004 après 85 sélections et 7 buts en équipe du pays de Galles (1990-2004). Il est le deuxième joueur gallois le plus capé de l'histoire de la sélection derrière Neville Southall.
Au début de la saison 2010, il remplace Kevin Blackwell à la tête de Sheffield United après trois matchs de championnat. Il était, jusqu'à son décès, sélectionneur de l'équipe du pays de Galles de football. La Fédération de football de Galles annonce sa mort le 27 novembre 2011 : il est retrouvé pendu à son domicile de Chester, la thèse du suicide est privilégiée.

## Biographie

### Joueur
Gary Speed a débuté avec Leeds à l'âge de 19 ans. Il a ensuite joué un rôle clé lorsque Leeds a remporté la Premier League en 1992 au sein d'un milieu de terrain qui était également composé de Gordon Strachan, Gary McAllister et David Batty. Gary Speed a participé à la finale de la Coupe de la Ligue perdue contre Aston Villa en 1996.

### Entraîneur

#### Sélectionneur du pays de Galles (2010-2011)
Malgré la mauvaise place du Sheffield en deuxième division anglaise, Speed est choisi pour prendre la direction de la sélection galloise le 14 décembre 2010. Le 6 février 2011, il s'attache les services de Raymond Verheijen, en tant qu'entraîneur adjoint. Ce dernier, dont l'expertise est reconnue, a déjà travaillé aux côtés de Frank Rijkaard, Guus Hiddink et Dick Advocaat. Son premier match voit la défaite du pays de Galles contre l'Irlande (0-3). Mais progressivement, les résultats s'améliorent et, emmenée par Aaron Ramsey et Gareth Bale, la sélection termine ses éliminatoires du championnat d'Europe 2012 avec 3 victoires en 4 matchs.

### Sa mort
Le dimanche 27 novembre 2011, la Fédération de football de Galles annonce la mort brutale de Speed survenue à l'âge de 42 ans, près d'un an après sa nomination au poste de sélectionneur de l'équipe du pays de Galles. Le Gallois est retrouvé pendu à 7:08 GMT à son domicile de Huntington (Cheshire). Outre-Manche, la nouvelle stupéfie le grand public et les hommages pleuvent toute la journée qui suit son décès. Carwyn Jones, le Premier ministre du pays de Galles, se déclare « profondément attristé » et nombre de ses anciens partenaires se manifestent pour faire part de leur peine : Robbie Savage, Slaven Bilić, Robert Earnshaw, son ami proche et ancien coéquipier de Newcastle Shay Given  ou Ryan Giggs.
Fin janvier 2012, l'enquête menée révèle la difficulté à déterminer si la mort de Speed était volontaire ou accidentelle. Certains éléments concernant une dispute conjugale peuvent indiquer que Speed avait attendu le retour de son épouse un câble autour du cou et, celle-ci ne rentrant qu'en fin de nuit, il pouvait s'être assoupi et étranglé. Aucune lettre ni message n'a été retrouvé dans sa maison et il n'avait jamais fait part d'une quelconque volonté suicidaire, hormis une seule fois et de façon allusive.

## Palmarès

### En équipe
| - Leeds United - Championnat d'Angleterre - Vainqueur (1) : 1992. - Community Shield - Vainqueur (1) : 1992. - Coupe de la Ligue anglaise - Finaliste (1) : 1996. - Championnat d'Angleterre de deuxième division - Vainqueur (1) : 1990. | - Newcastle United - Coupe d'Angleterre - Finaliste (2) : 1998 et 1999. - Coupe Intertoto - Finaliste (1) : 2001. |

### Distinctions personnelles
- 1993 : Présent dans l'équipe type de la saison de Premier League 1992-1993.
- 2002 : Plus grand nombre de matches joués lors du vote Équipe de la décennie 1992-2002 du championnat d'Angleterre de football.

## Buts en sélection
|    | Date             | Lieu                                         | Adversaire  | Score | Résultat | Compétition                                |
| -- | ---------------- | -------------------------------------------- | ----------- | ----- | -------- | ------------------------------------------ |
| 1. | 12 octobre 1994  | Stadionul Republican, Chișinău (Moldavie)    | Moldavie    | 1-0   | 2-3      | Éliminatoires du championnat d'Europe 1996 |
| 2. | 6 septembre 1995 | Cardiff Arms Park, Cardiff (Pays de Galles)  | Moldavie    | 1-0   | 1-0      | Éliminatoires du championnat d'Europe 1996 |
| 3. | 29 mars 1997     | Cardiff Arms Park, Cardiff (Pays de Galles)  | Belgique    | 1-2   | 1-2      | Éliminatoires de la Coupe du monde 1998    |
| 4. | 2 septembre 2000 | Stade Dinamo, Minsk (Biélorussie)            | Biélorussie | 1-2   | 1-2      | Éliminatoires de la Coupe du monde 2002    |
| 5. | 20 novembre 2002 | Stade Tofiq-Béhramov, Bakou (Azerbaïdjan)    | Azerbaïdjan | 1-0   | 2-0      | Éliminatoires du championnat d'Europe 2004 |
| 6. | 29 mars 2003     | Millennium Stadium, Cardiff (Pays de Galles) | Azerbaïdjan | 2-0   | 4-0      | Éliminatoires de la Coupe du monde 2006    |
| 7. | 4 septembre 2004 | Stade Tofiq-Béhramov, Bakou (Azerbaïdjan)    | Azerbaïdjan | 1-0   | 1-1      | Éliminatoires de la Coupe du monde 2006    |

NB : Les scores sont affichés sans tenir compte du sens conventionnel en cas de match à l'extérieur (Pays-de-Galles-Adversaire)

## Statistiques en club
| Saison      | Club             | Pays           | Championnat           | Coupes nationales    | Coupes Continentales                | Sélection Pays de Galles |
| ----------- | ---------------- | -------------- | --------------------- | -------------------- | ----------------------------------- | ------------------------ |
| 1988 - 1989 | Leeds United     | Championship   | 1 match               | -                    | -                                   | -                        |
| 1989 - 1990 | Leeds United     | Championship   | 25 matchs / 3 buts    | 1 match              | -                                   | 1 match                  |
| 1990 - 1991 | Leeds United     | Premier League | 38 matchs / 7 buts    | 13 matchs / 3 buts   | -                                   | 5 matchs                 |
| 1991 - 1992 | Leeds United     | Premier League | 41 matchs / 7 buts    | 5 matchs / 3 buts    | -                                   | 8 matchs                 |
| 1992 - 1993 | Leeds United     | Premier League | 39 matchs / 7 buts    | 8 matchs / 4 buts    | 5 matchs / 1 but (C1)               | 6 matchs                 |
| 1993 - 1994 | Leeds United     | Premier League | 36 matchs / 10 buts   | 4 matchs / 2 buts    | -                                   | 5 matchs                 |
| 1994 - 1995 | Leeds United     | Premier League | 39 matchs / 3 buts    | 6 matchs             | -                                   | 6 matchs / 1 but         |
| 1995 - 1996 | Leeds United     | Premier League | 29 matchs / 2 buts    | 11 matchs / 4 buts   | 4 matchs / 1 but (C3)               | 4 matchs / 1 but         |
| 1996 - 1997 | Everton FC       | Premier League | 37 matchs / 9 buts    | 4 matchs / 2 buts    | -                                   | 7 matchs / 1 but         |
| 1997 - 1998 | Everton FC       | Premier League | 21 matchs / 7 buts    | 3 matchs             | -                                   | 2 matchs                 |
| 1997 - 1998 | Newcastle United | Premier League | 13 matchs / 1 but     | 4 matchs / 1 but     | -                                   | 3 matchs                 |
| 1998 - 1999 | Newcastle United | Premier League | 38 matchs / 4 buts    | 8 matchs / 1 but     | 2 matchs (C2)                       | 5 matchs                 |
| 1999 - 2000 | Newcastle United | Premier League | 36 matchs / 9 buts    | 7 matchs / 3 buts    | 6 matchs / 1 but (C3)               | 6 matchs                 |
| 2000 - 2001 | Newcastle United | Premier League | 35 matchs / 5 buts    | 6 matchs / 1 but     | -                                   | 7 matchs / 1 but         |
| 2001 - 2002 | Newcastle United | Premier League | 29 matchs / 5 buts    | 5 matchs             | 6 matchs / 2 buts (CI)              | 3 matchs                 |
| 2002 - 2003 | Newcastle United | Premier League | 24 matchs / 2 buts    | -                    | 12 matchs / 1 but (C1)              | 5 matchs / 2 buts        |
| 2003 - 2004 | Newcastle United | Premier League | 38 matchs / 3 buts    | 3 matchs             | 2 + 11 matchs / 0 + 1 but (C1 + C3) | 7 matchs                 |
| 2004 - 2005 | Bolton Wanderers | Premier League | 38 matchs / 1 but     | 2 matchs             | -                                   | 5 matchs / 1 but         |
| 2005 - 2006 | Bolton Wanderers | Premier League | 31 matchs / 4 buts    | 4 matchs             | 5 matchs (C3)                       | -                        |
| 2006 - 2007 | Bolton Wanderers | Premier League | 38 matchs / 8 buts    | 4 matchs             | -                                   | -                        |
| 2007 - 2008 | Bolton Wanderers | Premier League | 14 matchs / 1 but     | -                    | 3 matchs (C3)                       | -                        |
| 2007 - 2008 | Sheffield United | Championship   | 20 matchs / 3 buts    | 2 matchs             | -                                   | -                        |
| 2008 - 2009 | Sheffield United | Championship   | 17 matchs / 3 buts    | 1 match              | -                                   | -                        |
| Total       | Total            | Total          | 677 matchs / 104 buts | 101 matchs / 24 buts | 56 matchs / 7 buts                  | 85 matchs / 7 buts       |

## Statistiques d'entraîneur
| Équipe           | Pays           | du               | au               | Statistiques | Statistiques | Statistiques | Statistiques | Statistiques |
| Équipe           | Pays           | du               | au               | J            | V            | N            | D            | % de v.      |
| ---------------- | -------------- | ---------------- | ---------------- | ------------ | ------------ | ------------ | ------------ | ------------ |
| Sheffield United | Angleterre     | 17 août 2010     | 14 décembre 2010 | 18           | 6            | 3            | 9            | 33,33 %      |
| Pays de Galles   | Pays de Galles | 14 décembre 2010 | 27 novembre 2011 | 10           | 5            | 0            | 5            | 50,00 %      |

Dernière mise à jour : 13 novembre 2011.
Source : Soccerbase.